# Буатар, Пьер
Пьер Буатар (фр. Pierre Boitard; 1787—1859) — французский ботаник и геолог.

## Вклад в науку
Описал и классифицировал тасманийского дьявола. Стал автором художественного сочинения Paris avant les hommes («Париж до людей»), в котором описывалась жизнь доисторического обезьяноподобного предка человека на месте современного Парижа. Оно было опубликовано посмертно, в 1861 году. Также написал трактаты Curiosités d’histoire naturelle et astronomie amusante, Réalités fantastiques, Voyages dans les planètes, Manuel du naturaliste préparateur ou l’art d’empailler les animaux et de conserver les végétaux et les minéraux, Manuel d’entomologie и другие.